# Стефан Сурожский
Стефа́н Сурожский (род. ок. 700 — после 787) — византийский святой VIII века, архиепископ Сугдеи, именуемой в позднейших русских источниках Сурожем (ныне город Судак в Крыму). Память в Православной церкви совершается 15 (28) декабря шестеричным богослужением.
По мнению Василия Васильевского, Стефан — реальная историческая личность: «…принадлежал к исповедникам иконопочитания при царе Константине Копрониме, подвергся… тюремному заключению и разным истязаниям, но затем отправлен был … в… Сугдею, много потрудился над распространением и утверждением христианства между местными жителями и сделан был епископом названного города, по-видимому, первым в ряду будущего ряда его архипастырей».
Краткое греческое житие святого Стефана Сурожского, помещённое в Сугдейский синаксарь под 15 декабря, было выполнено около 1318 года, вероятно, неким Георгием на основе более ранней рукописи. Рукопись № 90 Московской духовной академии является древнейшим сохранившимся вариантом церковнославянского Жития Стефана Сурожского. Армянское житие Стефана Сурожского впервые было опубликовано в переводе в 1930 году в Париже. В качестве основы был взят крымский рукописный Айсмавурк (сборник житий) XIV века, хранящийся в Национальной библиотеке Франции (Раrisinus arm. 180).

## Биография
Стефан Сурожский является наиболее загадочным Таврическим средневековым святым, а его житие — самым дискуссионным крымским агиографическим произведением. Греческий прототип жития не сохранился, а некоторые эпизоды поздних редакций выглядят настолько неправдоподобными, что это агиографическое сочинение, особенно его славянский вариант, скорее считается более литературным, нежели историческим источником.
Документальные сведения о жизни святого скудны. Известно, что он родился в конце VII века нашей эры в селе Моривас в Каппадокии (область в восточной части Малой Азии). Родители воспитывали сына в христианской вере. В семь лет его отдали обучаться грамоте. С 15 лет Стефан продолжил обучение в Константинополе, изучая философию. Слухи о талантливом ученике дошли до Константинопольского патриарха Германа. Стефан произвёл настолько благоприятное впечатление на патриарха, что тот оставил его при себе. Юноша провёл несколько лет при патриархе, но затем тайно удалился в монастырь, который вскоре покинул, чтобы поселиться в уединённом месте.
Примерно в это время в Суроже умер епископ, и делегация граждан Сурожа прибыла в Константинополь с просьбой о назначении нового архипастыря. Патриарх Герман долго не мог избрать достойного претендента. По преданию во время молитвы к патриарху Герману явился ангел Господень и сказал: «Завтра пошли в тайное место к избраннику Божию Стефану и поставь его епископом Сурожу…».
Стефан Сурожский был третьим Сугдейским епископом. Имена первых двух епископов, хиротонисованных (рукоположённых) патриархом Германом между 715 и 730 годами нашей эры, неизвестны.
В армянском Житии утверждается, что Стефан Сурожский стал епископом в возрасте 35 лет и свою кафедру возглавлял на протяжении тоже 35 лет и умер в возрасте 70 лет. Однако эти цифры плохо согласуются с другими датами из Жития.
За поддержку иконопочитания в эпоху иконоборчества преследовался, незадолго до смерти в 787 году присутствовал на VII Вселенском соборе.
Перед смертью Стефан Сурожский назначил вместо себя своего клирика Филарета и 15 декабря скончался. Год смерти не известен.
В его житии упоминается набег на Крым русов под предводительством князя Бравлина, вскоре после смерти Стефана. Во время набега произошло одно из чудес по молитвам святому, и русский князь Бравлин крестился.
Уже с X века святой Стефан Сурожский приобретает черты покровителя и защитника Сугдеи.
Памятник Стефану Сурожскому установлен в Судаке у здания городской Администрации 29 декабря 2016 года. Памятник был передан в дар городу от Свердловской области.